# Route 221 (Québec)
Pour les articles homonymes, voir Route 221.
La route 221 (R-221) est une route régionale québécoise d'orientation nord / sud située sur la rive sud du fleuve Saint-Laurent. Elle dessert la région de la Montérégie.

## Tracé

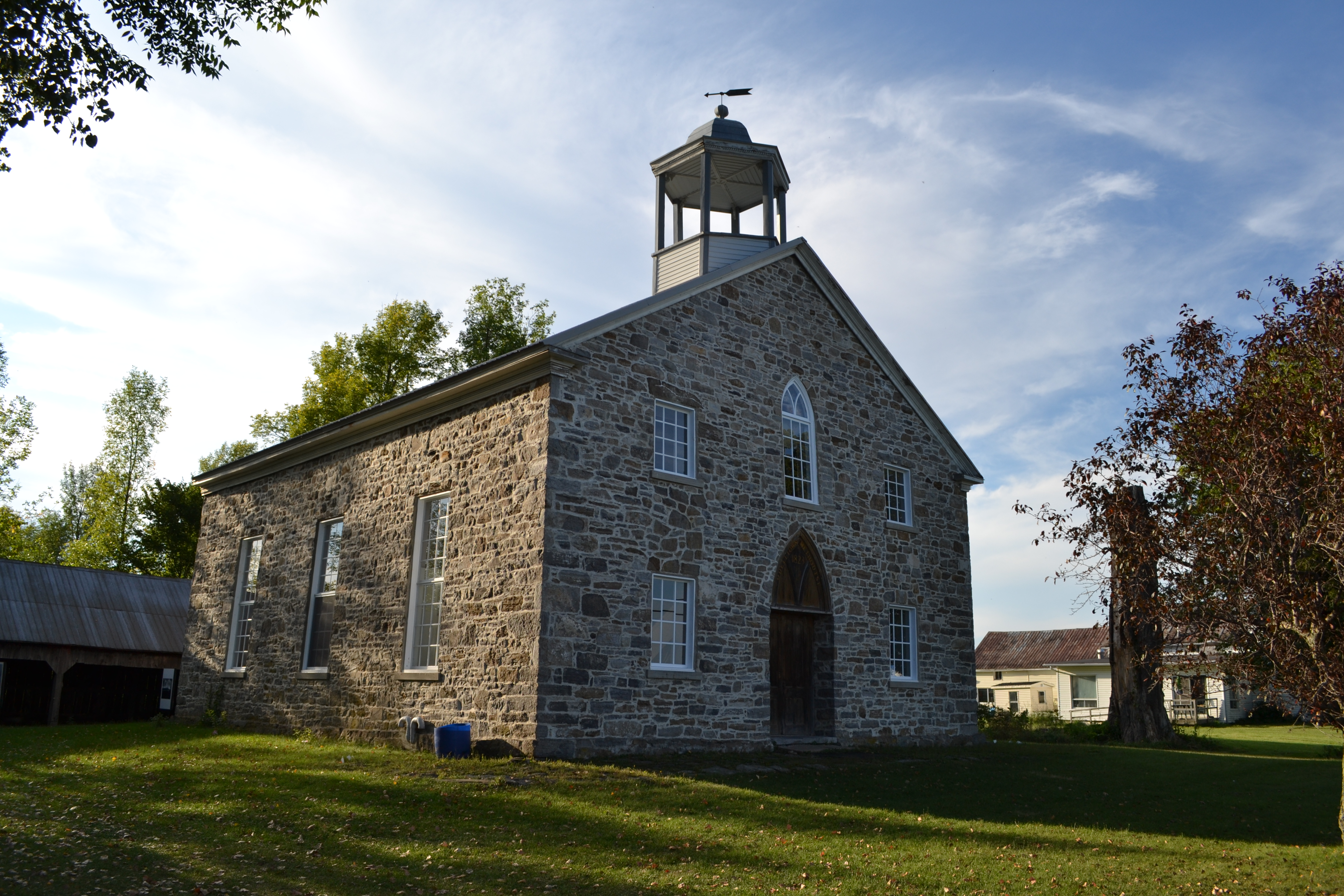
La route 221 traverse le site historique de l'Église-d'Odelltown.

Son parcours débute à la frontière américaine, à Lacolle, comme la continuité de la NY 276. Elle se termine à Kahnawake sur le multiplex formé par la route 138 et la route 132. Elle a une orientation générale nord-ouest / sud-est. Elle croise les autoroutes 15 et 30. Sur ses sept derniers kilomètres, elle chevauche la route 207.

## Frontière internationale

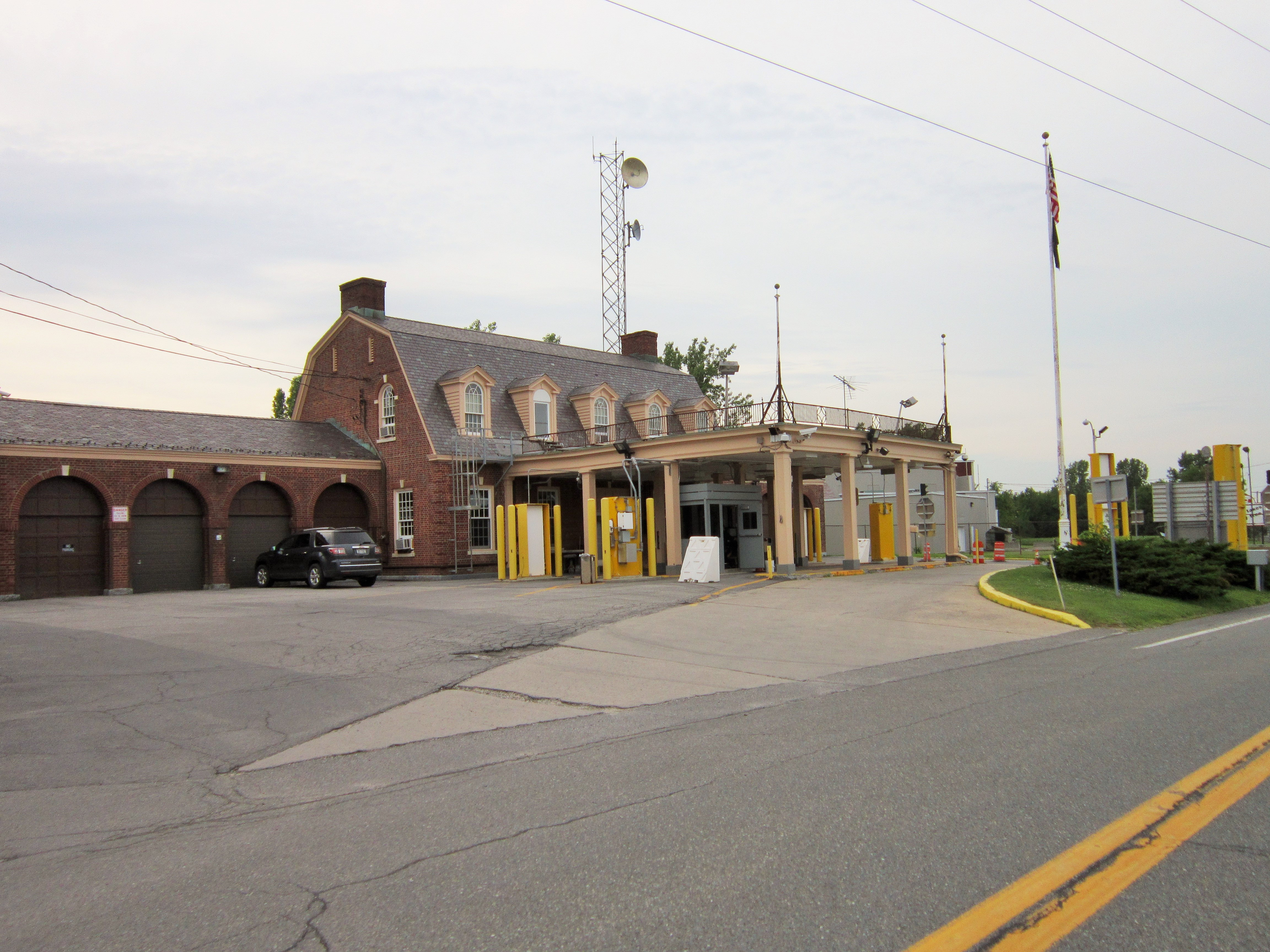
L'extrémité sud de la route 221 se trouve à la frontière canado-américaine, près d'Overtown Corner.

À son extrémité sud, à Lacolle, la route 221 relie le Québec à l'État de New York, aux États-Unis. À la frontière, la route 221 devient la NY 276. La route entre aux États-Unis dans la municipalité de Champlain, dans le comté de Clinton. Le poste frontalier est ouvert à l'année, 24/7, et compte deux voies par direction.

## Localités traversées (du sud au nord)
Liste des municipalités dont le territoire est traversé par la route 221, regroupées par municipalité régionale de comté.

### Montérégie
Le Haut-Richelieu
- Lacolle

Les Jardins-de-Napierville
- Saint-Cyprien-de-Napierville
- Napierville
- Saint-Patrice-de-Sherrington
- Saint-Édouard
- Saint-Michel
- Saint-Rémi

Roussillon
- Saint-Constant
- Saint-Isidore

Hors MRC
- Kahnawake

## Intersections majeures
| MRC                                           | Municipalité                 | km    | Destinations                                                  | Notes |
| --------------------------------------------- | ---------------------------- | ----- | ------------------------------------------------------------- | --- |
| Le Haut-Richelieu                             | Lacolle                      | 0,00  | NY 276 – Champlain                                            | Continue dans l'État de New York                                                                                            |
| Le Haut-Richelieu                             | Lacolle                      | 0,00  | Frontière canado-américaine                                   | |
| Le Haut-Richelieu                             | Lacolle                      | 6,40  | R-202 ouest – Saint-Bernard-de-Lacolle, Montréal, Hemmingford | Terminus sud du multiplex avec la R-202; Saint-Bernard-de-Lacolle indiqué direction nord, Hemmingford indiqué direction sud |
| Le Haut-Richelieu                             | Lacolle                      | 7,70  | R-202 est – Clarenceville, Noyan                              | Terminus nord du multiplex avec la R-202                                                                                    |
| Les Jardins-de-Napierville                    | Napierville                  | 21,40 | R-219 nord – Saint-Jean-sur-Richelieu                         | Terminus sud du multiplex avec la R-219                                                                                     |
| Les Jardins-de-Napierville                    | Saint-Cyprien-de-Napierville | 25,20 | R-217 – Saint-Jacques-le-Mineur                               | |
| Les Jardins-de-Napierville                    | Saint-Patrice-de-Sherrington | 25,60 | A-15 vers I-87 – Montréal, New York                           | Sortie 21 de l'A-15 |
| Les Jardins-de-Napierville                    | Saint-Patrice-de-Sherrington | 31,00 | R-219 sud – Saint-Patrice-de-Sherrington, Hemmingford         | Terminus nord du multiplex avec la R-219; Hemmingford indiqué en direction nord seulement                                   |
| Les Jardins-de-Napierville                    | Saint-Rémi                   | 47,70 | R-209 – Sainte-Clotilde, Saint-Constant                       | |
| Les Jardins-de-Napierville                    | Saint-Isidore                | 57,40 | R-207 sud – Saint-Isidore                                     | Terminus sud du multiplex avec la R-207                                                                                     |
| Les Jardins-de-Napierville                    | Saint-Constant               | 58,30 | A-30 – Vaudreuil-Dorion, Sorel-Tracy                          | Sortie 44 de l'A-30 |
| Kahnawake                                     | Kahnawake                    | 64,30 | R-132 / R-138 / R-207 FIN – Montréal, Valleyfield             | Échangeur; terminus nord de la R-207; terminus nord du multiplex avec la R-207                                              |
| - Terminus de multiplex - Transition de route |                              |       |                                                               | |